# Noni Madueke
Chukwunonso Tristan Madueke (ur. 10 marca 2002 w Londynie) – angielski piłkarz nigeryjskiego pochodzenia, występujący na pozycji napastnika w angielskim klubie Arsenal oraz w reprezentacji Anglii. Wychowanek Tottenhamu Hotspur. 